# Juan Alberto Espil
Juan Alberto Espil (Bahía Blanca, 5 de enero de 1968) es un exjugador de baloncesto argentino, integrante del plantel Olímpico que participó en los Juegos Olímpicos de Atlanta 1996. Se retiró de la práctica activa del baloncesto a los 44 años de edad. En 2000 recibió el Premio Konex - Diploma al Mérito como uno de los 5 mejores baloncestistas de la década en la Argentina.

## Característica
Alero de 1.94m, especialista en el tiro exterior, destacando sobre todo en el tiro de tres. Ha superado los 1689 aciertos en la liga ACB. 

## Trayectoria
Clubs en los que ha militado
- Club Atlético Liniers
- 1988-1992: Club Estudiantes de Bahía Blanca.  Argentina
- 1992-1994: Gimnasia y Esgrima Pedernera Unidos.  Argentina
- 1994-1996: Atenas Córdoba.  Argentina
- 1996-2000: TAU Baskonia.  España
- 2000-2001: Aeroporti Roma.  Italia
- 2001-2003: Joventut Badalona.  España
- 2003-2005: Ricoh Manresa.  España
- 2005-2006: CB Tenerife.  España
- 2006-2007: Iurbentia Bilbao.  España
- 2007-2008: Ricoh Manresa.  España
- 2008-2009: Boca Juniors.  Argentina
- 2009-2010: Club Atlético Obras Sanitarias de la Nación.  Argentina
- 2010-2012: Club Estudiantes de Bahía Blanca.  Argentina

Con la selección ha participado
- Mundiales 1994 y 1998 (Mejor anotador de Argentina en estos campeonatos)
- Juego Olímpico Atlanta 1996
- Panamericano 1995
- Pre-olímpicos Barcelona 92, Atlanta 96 y Sídney 2000
- Goodwill Games 1998
- Campeonato Sudamericano 1999

## Palmarés

### Clubes
- 1992-93. Campeón de la LNB con el Gimnasia y Esgrima Pedernera Unidos.
- 1997-98. Subcampeón de la liga ACB con el Tau Cerámica.
- 1998-99. Campeón de la Copa del Rey de baloncesto con el Tau Cerámica.

### Selección nacional de Argentina
- 1993. Medalla de bronce en la Copa de las Américas de Puerto Rico.
- 1995. Medalla de oro en los Juegos Panamericanos.
- 1999. Medalla de plata en el Campeonato Sudamericano de Bahía Blanca.
- 1999. Medalla de Bronce en el Torneo de las Américas de San Juan.

### Curiosidad
El 1 de julio de 1992, en el marco del torneo Campeonato FIBA Américas de 1992, la selección argentina de básquet disputó su partido de fase regular contra el seleccionado de Estados Unidos. En el transcurso del encuentro, el destacado alero argentino protagonizó una hermosa jugada ante Michael Jordan la cual es recordada por el mismo Espil como la mejor acción de su carrera.

### Individual
- Concurso de triples ACB (1): Temporada 1996-1997.